# Benjamín Gutiérrez Prieto
Benjamín Gutiérrez Prieto (Madrid, 22 de junio de 1888- ?) fue un arquitecto español. Es hijo del también arquitecto madrileño Francisco Gutiérrez Álvarez. Su mujer, Concepción García Rosales, falleció el 22 de diciembre de 1932. Fue herido en 1909 en la guerra del Rif.

## Obras
Su obra más notable es el Edificio La Unión y el Fénix construido entre 1926 y 1927, con la nueva disposición que se le da a la plaza de las Tendillas de Córdoba. Ubicado en el número 6, en la Guerra Civil albergó una de las sirenas que avisaban a la población de la llegada de bombardeos. Este inmueble «destaca por la elegante solución de su esquina donde un ventanal de triple altura se enmarca por columnas que sostienen un templete circular coronado por el Ave Fénix».
También diseñó en 1936 para la misma firma otro inmueble en la en la calle de Santiago de Valladolid.
En Madrid erige en el número 34 de la calle del Marqués de Urquijo un edificio destinado a casa de alquiler por encargo de los hermanos Perlado Parra. Su fachada destaca por el basamento de dos plantas y sus dos miradores simétricos rematados por sendos torreones. La puerta de entrada es «enfático y austero portal en potente arco de medio punto sobre dos densas columnas apilastradas y rematadas en historiados capiteles, con altos zócalos interiores de mosaicos artísticos evocando el Renacimiento español».
Realizó la fábrica de licores de la calle de Fernández de los Ríos en Madrid, que fue demolida.

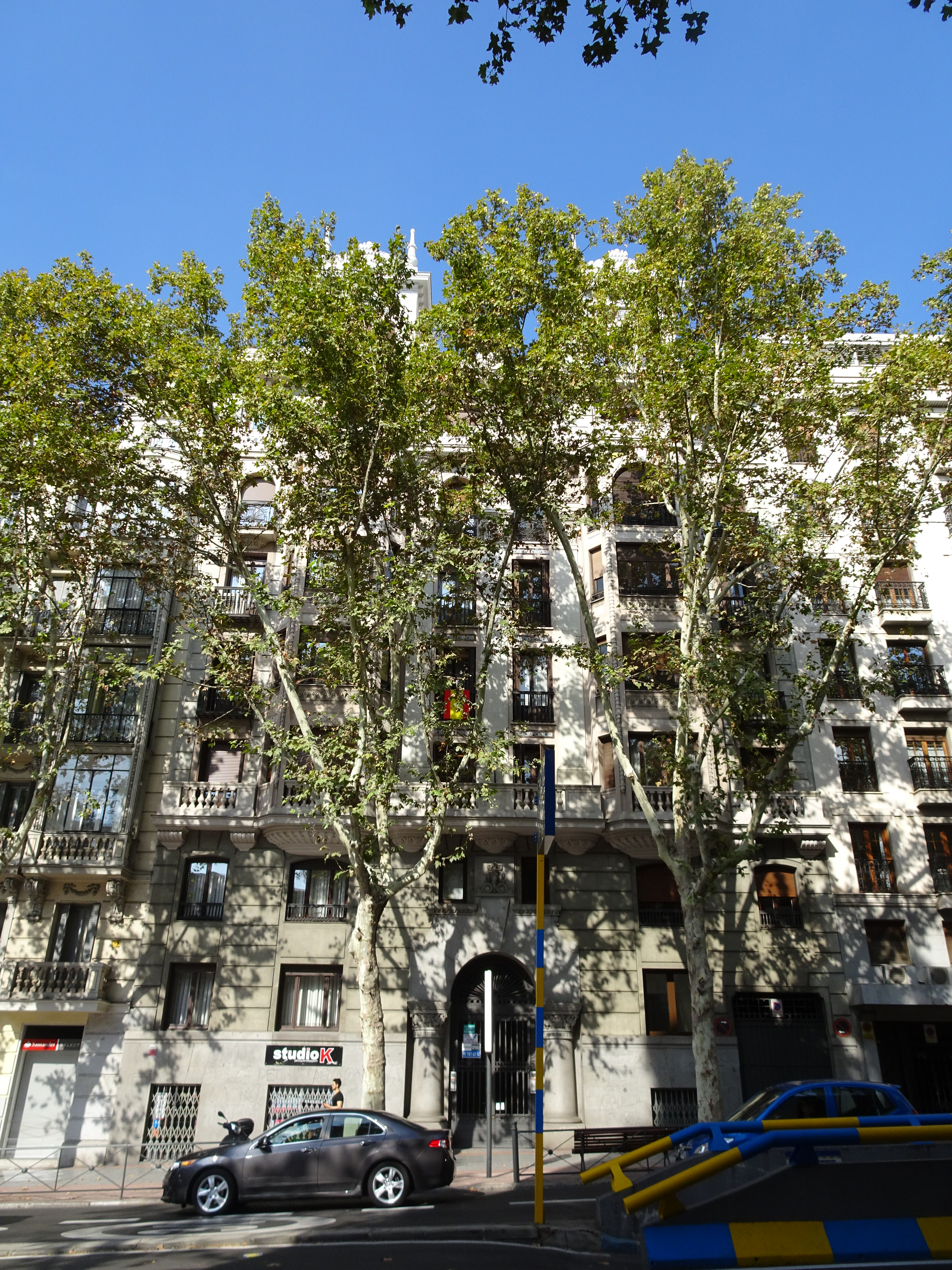
Viviendas para los hermanos Perlado Parra (Madrid)
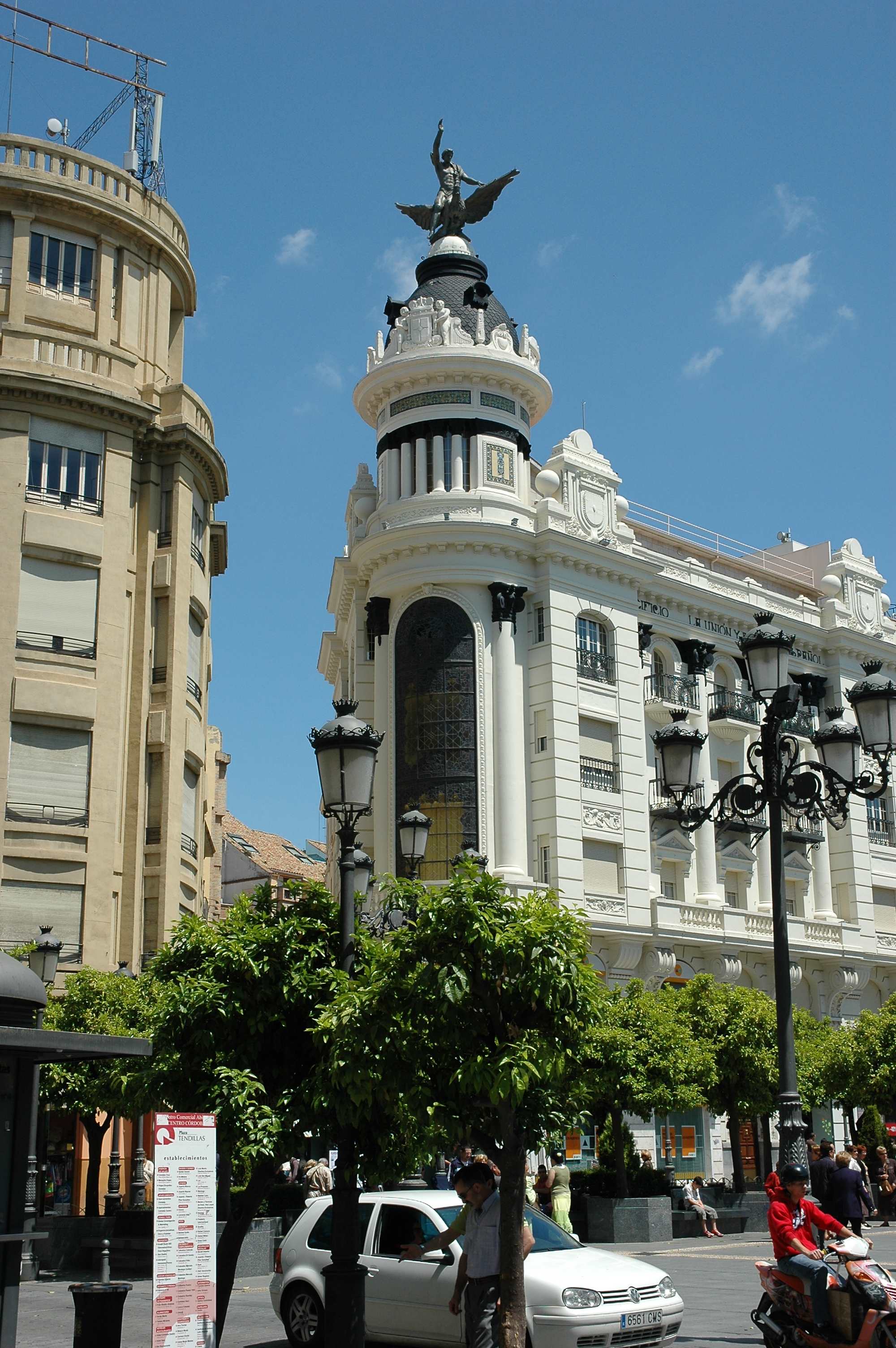
Edificio de La Unión y el Fénix en Córdoba
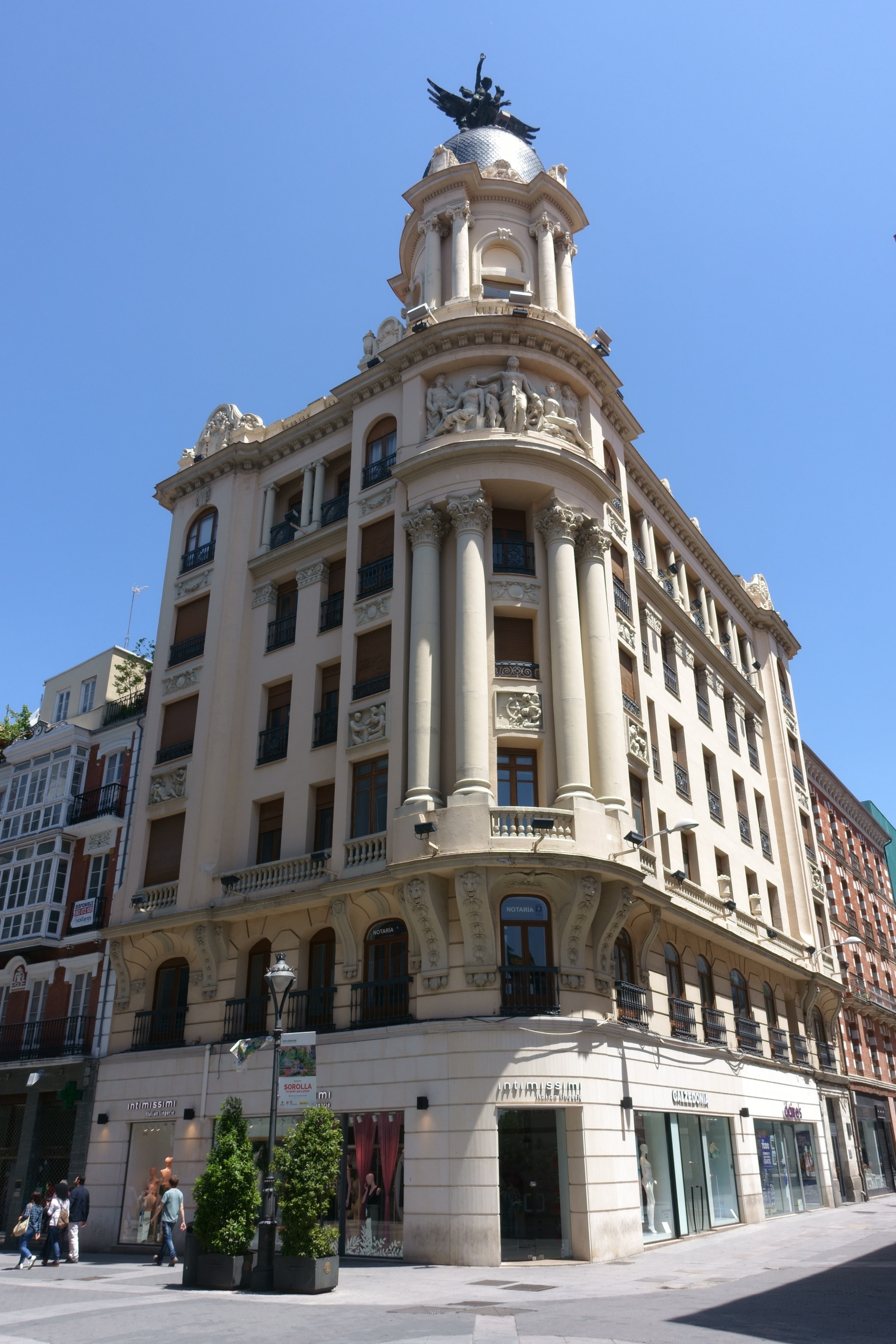
Edificio de La Unión y el Fénix en Valladolid